# عبدالرحمان یوسفی
عبدالرحمان یوسفی (عربی: عبد الرحمن اليوسفي؛ زادهٔ ۸ مارس ۱۹۲۴ – درگذشتهٔ ۲۹ مه ۲۰۲۰) یک سیاست‌مدار اهل مراکش بود. وی از فوریه ۱۹۹۸ تا اکتبر ۲۰۰۲ نخست‌وزیر این کشور بود.
عبدالرحمان یوسفی در ۲۹ مه ۲۰۲۰، در سن ۹۶ سالگی بر اثر سرطان ریه درگذشت.